# 哈苏米·马萨乌杜
哈苏米·马萨乌杜（法語：Hassoumi Massaoudou；1957年10月22日—）是尼日尔政治人物，于2016年10月至2019年1月担任尼日尔财政部长。他是尼日尔争取民主和社会主义党的主要成员，曾于1993年至1994年担任通信、文化、青年和体育部长，1999年至2004年担任尼日尔争取民主和社会主义党国会党团主席，2011年至2013年担任总统办公厅主任，2013年至2016年担任内政部长，2016年担任国防部长，自2021年起担任外交部长。在2023年尼日爾政變后，马萨乌杜宣布自己为尼日尔代理总统，接替被军事政变推翻的穆罕默德·巴祖姆，並譴責推翻巴祖姆的軍政府。